# ノダル・アサティアニ
ノダル・アサティアニ（グルジア語: ნოდარ ასათიანი、グルジア語ラテン翻字: Nodar Asatiani、1931年1月8日 – 2013年3月14日）は、ジョージアの歴史学者。中世ジョージアを専門とする。フランス語や英語に翻訳された著作もある。

## 生涯
1931年にトビリシで誕生。父親のショタ・アサティアニはソビエト連邦文化省の元職員であり、第二次世界大戦中の1941年に兵士として前線に送られ、スターリングラード攻防戦中に消息を絶った。父親の失踪後、ノダル・アサティアニは母親と祖父によって育てられた。ノダル・アサティアニは1949年にトビリシ鉄道第一中等学校を優秀な成績で卒業し、同年にトビリシ国立大学歴史学部のジョージア歴史学科に入学した。1954年、アサティアニは歴史学部を優秀な成績で卒業し、大学院に進んだ。1960年、ジョージア国立科学アカデミー会員ニコロズ・ベルゼニシヴィリの指導の下、準博士論文『17世紀から18世紀のカヘティの農民』で審査を通過した。1990年には『16世紀から18世紀のカヘティ王国』で歴史学博士号を取得、1991年に教授の称号を授与された。
1957年以降、アサティアニはトビリシ国立大学のジョージア歴史学科で准教授、教授、学科長を務めている。アサティアニは1959年からジョージア封建制の専門家として教鞭をとった。
1976年に歴史学部の学部長に選出され、1987年まで学部長を務めた。アサティアニの管理の下、トビリシ大学の歴史学部はジョージア研究の教育を強化した新しいカリキュラムを導入した。アサティアニは1988年から1992年にかけて百科事典『サカルトヴェロ』のジョージア史部門で科学編集局長を務め、1993年から顧問となった。またアサティアニは1991年、イリア・チャヴチャヴァゼ国立外国語教育大学のジョージア歴史地理学科長に就任した。
ノダル・アサティアニはジョージアにおいて尊敬される歴史学者であり続け、多数の著書や教科書を執筆した。アサティアニは封建制ジョージアにおける社会、経済、政治の歴史、ジョージアの対外関係と政治関係を研究し、ジョージアの歴史に関する大学の教科書の作成にも参加した。アサティアニの著作には英語、フランス語、ロシア語、アルメニア語、アゼルバイジャン語に翻訳されたものもある。アサティアニは2000年から2004年にかけて、雑誌『歴史研究』の編集長を務めた。2000年に名誉勲章とイヴァネ・ジャヴァヒシヴィリ章を受章。

## 主な著作
ノダル・アサティアニの著作は80冊を超える。主な著作は次の通り。
- （グルジア語） Matériel pour l'histoire de la Géorgie du XVIIe siècle, Tbilissi, 1973
- （グルジア語） Le chemin vers la délivrance et la résurrection - les relations entre la Géorgie et la Russie de l'Antiquité au traité de Guiorguievsk, Tbilissi, 1983
- （グルジア語） Le royaume de Kakhétie aux XV et XVIe siècles, Tbilissi, 1989
- （フランス語） Histoire de la Géorgie, L'Harmattan, Paris, 1997
- （グルジア語） Histoire de la Géorgie de l'Antiquité au XIXe siècle, Tbilissi, 2005
- （グルジア語） Histoire de la Géorgie - Tome II: du XIII au XIXe siècle, Tbilissi, 2008
- （英語） History of Georgia, Tbilissi, 2009